# Erwin Ferlemann
Erwin Ferlemann (* 16. März 1930 in Wuppertal; † 24. September 2000 in Waiblingen) war ein deutscher Gewerkschafter.

## Leben
Er machte zunächst eine Lehre als Exportkaufmann und danach eine zweite Lehre als Chemigraf. Während dieser Lehrzeit wurde er Mitglied der Gewerkschaft IG Druck. Ab 1954 war er als Farblithograf tätig. 1960 wurde Ferlemann Mitglied der SPD.
Ab 1969 war er Abteilungsleiter für Wirtschaft und Technik beim Hauptvorstand der IG Druck und Papier. 1976 wurde er dort stellvertretender Vorstandsvorsitzender. Ab Oktober 1983 wurde er Vorsitzender. Im April 1989 fusionierten die IG Druck und Papier und die Gewerkschaft Kunst zur IG Medien, deren Vorsitzender Ferlemann bis Oktober 1992 blieb.
Ferlemann war Mitglied im Werkkreis Literatur der Arbeitswelt. Er nahm an der Bundesdelegiertenkonferenz des Verbandes deutscher Schriftsteller (VS) vom 31. März bis 1. April 1984 in Saarbrücken teil. Im Vorfeld hatte Ferlemann, bezogen auf oppositionelle ostdeutsche Autoren, die unfreiwillig aus der DDR in die Bundesrepublik übergesiedelt waren, von einer „fünften Kolonne“ gesprochen. In einer Debatte über die ihrer Meinung nach zu nachgiebige Haltung des VS gegenüber sozialistischen Diktaturen argumentierten u. a. Günter Grass, Heinrich Böll und Jürgen Fuchs gegen den damaligen VS-Vorsitzenden Bernt Engelmann und forderten Ferlemann vergeblich zu einer Entschuldigung auf.